# Final Four
Final Four è un’espressione di lingua inglese che significa "finale a 4", è una formula di torneo sportivo mutuata dalla pallacanestro universitaria NCAA, che consiste nel raggruppare in una sola città le 4 squadre selezionate da precedenti gironi di qualificazione, e assegnare con la disputa di sole tre partite il trofeo in palio. Il primo giorno si giocano le due semifinali, il terzo giorno la finale per il titolo. Adottata per prima in Europa dalla Champions League di pallavolo maschile, si è poi estesa alle altre principali competizioni a squadre. In Italia, viene usata anche per la disputa della fase finale della Coppa Italia di vari sport, tra cui pallavolo e hockey su ghiaccio.
È usata anche, nel calcio, per l’assegnazione della Supercoppa di Spagna dal 2020 e della Supercoppa italiana dal 2023, alle quali partecipano i campioni (primo classificato e finalista vincente) e i vicecampioni (secondo classificato e finalista perdente) della precedente edizione del campionato (Liga per gli spagnoli, Serie A per gli italiani) e della coppa nazionale (Coppa del Re per gli spagnoli e Coppa Italia per gli italiani).

## Il Torneo NCAA
Dal 1939, il campionato universitario NCAA di pallacanestro utilizza la formula del tabellone tennistico ad eliminazione diretta per la determinazione della squadra campione nazionale. Il terzo lunedì del mese di marzo, un comitato di selezione stabilisce, utilizzando criteri che vanno dal numero di vittorie ottenute nel corso della stagione regolare, alla forza degli avversari incontrati, quali squadre vanno inserite nel tabellone finale. Inizialmente 8, le squadre sono aumentate nel corso degli anni: sono diventate 64 dal 1985, e quindi 65 dal 2001, con le ultime due selezionate che disputano una partita di qualificazione per essere ammesse al tabellone principale. Le 64 squadre vengono quindi divise in 4 tabelloni di tipo tennistico, in cui la numero 1 affronta la numero 16, la numero 2 la numero 15, e così via.
Il Torneo NCAA comincia il giovedì della terza settimana di marzo, e per il modo in cui coinvolge tutta la nazione, per il fermento creato dal gran numero di partite trasmesse in televisione, e anche per le scommesse che genera, viene definito March Madness, Follia di marzo. Nel primo fine settimana, le 64 squadre qualificate diventano 16, le "Sweet Sixteen", che accedono alla fase finale dei 4 tabelloni, i "Regionals". Nel secondo fine settimana, semifinali e finali dei "Regionals" promuovono le 4 migliori squadre, le "Final Four". Nel 1978 il termine fu usato ufficialmente per la prima volta per indicare le ultime 4 squadre in lizza nel torneo.

## Le Final Four
Il primo sabato di aprile, le 4 semifinaliste si affrontano, con diretta tv nazionale, nelle due semifinali. Il lunedì successivo, le due vincenti si disputano il titolo nazionale. È uno degli eventi di maggior richiamo di tutto l'anno sportivo statunitense, al punto che anche la NBA si ferma per lasciar spazio all'avvenimento. Nel corso degli anni, alcuni di quelli che sarebbero diventati grandi campioni del campionato professionistico americano hanno lasciato il proprio segno alle Final Four, primo tra tutti, Lew Alcindor, che sarebbe diventato Kareem Abdul-Jabbar, uno dei protagonisti della striscia di vittorie di UCLA, l'università di Los Angeles che in 12 anni, dal 1964 al 1975, vinse 10 finali. Nel 1979, Magic Johnson e Larry Bird si affrontarono in quella che rimane la finale più celebrata di sempre, mentre nel 1982 un giovanissimo Michael Jordan realizzò il canestro decisivo per la vittoria di North Carolina.
Ma le final Four sono anche il luogo dove si compiono autentici miracoli sportivi, dove squadre poco o nulla considerate, le cosiddette "Cinderella" (Cenerentola) possono ballare fino alla fine. Nel 1983, Jim Valvano condusse North Carolina State alla vittoria sulla favoritissima Houston University di Hakeem Olajuwon, nel 1985 Villanova superò tra la sorpresa generale Georgetown University e il suo centro Patrick Ewing. Negli ultimi anni, l'università Duke, guidata da Mike Krzyzewski, è stata quella che ha ottenuto i maggiori successi, con 6 finali raggiunte e 3 vittorie. L'ultimo grande protagonista in ordine di tempo a diventare una stella NBA dopo aver vinto una Final Four è stato Carmelo Anthony, attualmente ai Portland Trail Blazers, campione nel 2003 con Syracuse.

## I record
Record di squadra
- Numero di Vittorie

11, UCLA
- Partecipazioni

18, North Carolina, 17, UCLA
- Partite Vinte

26, UCLA
- Percentuale di vittorie

100%, Arkansas (4-0)
Record individuali, singola partita
- Punti

58, Bill Bradley
- Punti giocatore al primo anno

33, Carmelo Anthony
- Tiri da tre punti

10, Freddie Banks
- Rimbalzi

27, Bill Russell
- Assist

18, Mark Wade
- Triple Doppie

Oscar Robertson, Cincinnati contro Louisville, 1959: 39 punti, 17 rimbalzi e 10 assist
Magic Johnson, Michigan State contro Pennsylvania, 1979: 29 punti, 10 rimbalzi e 10 assist

## Curiosità
- Nel 1966, Texas Western divenne la prima squadra a vincere il Torneo NCAA con un quintetto di soli giocatori afroamericani. Questa storia ispirò il film "Glory road".
- L'unica squadra a vincere il torneo da imbattuta fu, nel 1976, Indiana: da allora, l'unica altra squadra a raggiungere la finale senza sconfitte è stata, nel 1979, Indiana State di Larry Bird, che però perse la finale contro Michigan State di Magic Johnson.
- Dall'introduzione del tabellone a 64 squadre, mai nessuna squadra con il numero 16 ha sconfitto una numero 1 eccetto UNLV che sconfisse nel 2018 University of Virginia, ma ben 29 volte su 88 una squadra classificata al numero 12 ha sconfitto una numero 5.
- Solo nel 2008 si è disputata una Final Four con la presenza di tutte e 4 le teste di serie numero 1 del tabellone, mentre nel 1980 e nel 2006 si sono svolte le due edizioni senza nemmeno una numero 1 tra le 4 squadre finaliste.
- La squadra con la classifica più bassa a vincere un titolo è stata Villanova, numero 8 nel 1985.
- Nel 1997, Arizona è stata l'unica squadra a vincere un torneo eliminando tre «teste di serie» numero 1.
- La Short's Travel Management di Waterloo, Iowa è l'unica agenzia di viaggi autorizzata dalla NCAA ad organizzare le trasferte di squadre, arbitri e personale vario nel corso del Torneo.
- La formula della Final Four fu usata anche nelle prime cinque edizioni degli Europei di calcio, dal 1960 al 1976.

## I bracket
Uno dei motivi che negli ultimi anni hanno fatto diventare il Torneo NCAA e le Final Four così popolari e seguiti sono i cosiddetti "Bracket", delle griglie che contengono i tabelloni dei 4 Regionals in cui è diviso il torneo, e che prima dell'inizio del torneo stesso vanno riempiti con i nomi delle squadre che si ipotizza vinceranno le varie partite, dal primo turno fino alla partita per il titolo. Per ogni pronostico esatto, vengono attribuiti punti, da 2 per ogni vincente del primo turno, fino a 64 per chi pronostica il vincitore tre settimane prima del lunedì finale. Popolarissimi negli uffici americani, tanto che si stima che la settimana di inizio del torneo è quella in cui vengono usate il maggior numero di risme di carta ed esauriti i toner delle fotocopiatrici, con l'avvento di Internet si sono diffusi anche in altri Paesi del mondo.